# Arne Beeck
Arne Beeck is een Belgisch korfballer.

## Levensloop
Beeck is actief bij Putse. Tevens maakte hij deel uit van het Belgisch nationaal team, waarmee hij onder meer zilver won op het Europees kampioenschap van 2021.